# Hilara nigrocincta
Hilara nigrocincta is een vliegensoort uit de familie van de dansvliegen (Empididae). De wetenschappelijke naam van de soort is voor het eerst geldig gepubliceerd in 1935 door de Meijere.